# 上海市LGBT文化
本文介绍中华人民共和国上海市的LGBT （女同性恋、男同性恋、双性恋和跨性别）人群的文化。上海由于是中国大陆最国际化的特大城市，因此有很多与LGBT相关的非政府组织。

## 历史
中华人民共和国成立后的數十年，幾乎就沒有人關注過同性恋狀況。2012 年，较富有的LGBT人士开始經常光顾酒吧、咖啡馆、餐馆和购物商場。
上海第一个拉拉团体是2005年成立的上海女愛工作組。

## 同性恋场所
Eddy's Bar是上海第一家同性恋酒吧，于1995年开业，2001年搬遷至別處。1990年代初也有幾個同性恋场所相繼开业。到1990年代后期，同性恋酒吧的数量急剧增加。 
2009年，根據纽约时报的Aric Chen表示，前上海法租界區域內有三家同性戀酒吧。它们分別是Eddy's Bar和Transit Lounge Shanghai (TL)以及Shanghai Studio 。截至2022年，Eddy's Bar和Transit Lounge Shanghai (TL)均已关闭 。 
2011年4月3日凌晨，上海市公安人员以打擊色情表演的名义，來到一家位於黄浦区中山南路新開業的同性戀酒吧“Q吧”，拘捕了60多名酒吧里的男性顾客。大多人在12个小时后被释放，有个别人员被拘留。

### Lucca Cafe and Lounge
Lucca Cafe and Lounge（常简称为Lucca）是一家位于长宁区番禺路390号的同志酒吧。 它于2015年开业。它的前身是390 Bar ，2014年12月12日，长宁区当局下令关闭390 Bar，並且拘捕了酒吧的DJ和工作人员。酒吧第二天繼續營業，並且一直营业到12月16日 。
ROXIE
Roxie Shanghai 是一家位于上海市静安区康定路359号2楼的女酷儿酒吧。該酒吧经常举办派对。2024年6月，該酒吧關門。

## 机构
- DKNSTRKT是一家总部位于中国的非二元性别变装爱好者合作社，該組織在上海举办過研讨会和表演節目。 [22]

- CINEMQ是一个总部位於上海的酷儿地下集体。

- LesQueers是上海的一個LGBT组织，由 Gabby Gabriel于2014年创立，該組織重点關注性少數群體以及非二元性别人群。它目前拥有超过3,000 名会员，每周组织 3-5 场活动。

- PFLAG Shanghai是同性恋亲友会的一个分支机构，成立于2008年6月28日。到目前为止，它已覆盖中国52个城市，拥有3000多名LGBT志愿者和12万注册会员。同性恋亲友会通过对话、交流、求助热线、讲座等方式，促进LGBT人群与家人和朋友之间的沟通和理解。

## 教育
2005年，复旦大学开始开设LGBT研究项目。这是中国大陆大学开设的第一门LGBT文化课程。

## 其他
上海驕傲節是上海的同志骄傲活动。截至2013 年，參加該活動的中國人有所增加。
2015年10月1-7日，2015上海彩虹旅游周在上海舉行，吸引了全球3万余人次参与，为各类公益组织筹款数万元。